# Illa Sin Nombre
L'illa Sin Nombre és un petit illot que es troba a les illes Galápagos, a l'oceà Pacífic, entre les illes Pinzón i Santa Cruz. S'hi practica el submarinisme. Té una superfície de tan sols 7,5 hectàrees i una línia de costa de 0,56 kilòmetres.
El 1996 va ser objecte d'una polèmica a la premsa quan una revista estatunidenca informà sobre la seva suposada venda. El govern equatorià inicià una investigació que va concloure que l'anunci feia referència a una petita parcel·la d'una altra illa i va aclarir que cap illa podia ser venuda pel fet de formar part d'un Parc Nacional.